# Údolní niva

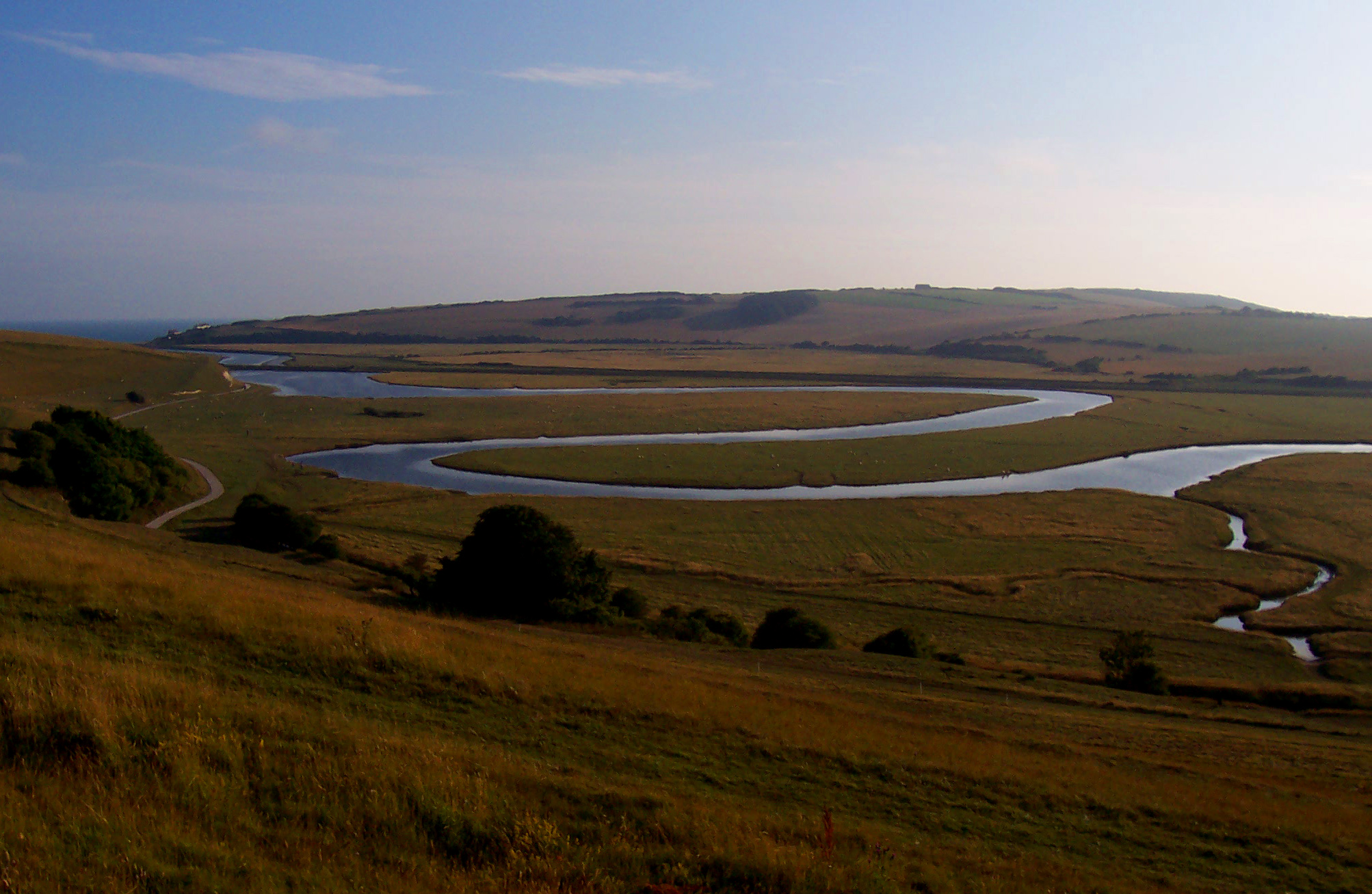
Údolní niva řeky Cuckmere v jižní Anglii

Průřez údolní nivou.

Niva (někdy též údolní niva nebo říční niva) je část údolí, která je pravidelně zaplavována, ovlivňována a formována povodněmi. Z geomorfologického hlediska se jedná o ploché říční dno, které je tvořeno říčními nánosy. V nivě řeka přirozeně meandruje, pokud není regulována.

## Výklad pojmu podle zákona
Výklad pojmu dle zákona o ochraně přírody a krajiny č. 114/1992 Sb. (znění srpen/2007): Údolní niva je rovinné údolní dno, aktivované při povodňovém stavu vodního toku; tvoří ji štěrkovité, písčité, hlinité nebo jílovité naplaveniny, jejichž úložné poměry často vykazují nepravidelnosti způsobené větvením toku, vznikem ostrovů, meandrů, náplavových kuželů a delt, sutí, svahových sesuvů apod.
Nivou je každé dno říčního údolí, bez ohledu na to, jakým povrchem je pokryta (zástavba, lesy, orná půda).

## Výskyt
V ČR i v zahraničí se lze s nivou setkat podél většiny řek. Často se však již jedná o nivu upravenou člověkem. Zachovaná přirozená niva se v Česku nachází již jen zřídka, např. podél středního toku Lužnice (PR Horní Lužnice), Moravy, Odry či Orlice.

## Funkce
- Údolní nivy jsou zásobárnou podzemní vody pro obce a města v širokém okolí. V dobách s nízkými srážkami navíc dodávají vodu do samotných řek.
- V nivách se nacházejí nejkvalitnější půdy s nejvyšší produkcí biomasy – nivní louky a lesy, po uvážlivém usměrnění vodního režimu také pole či sady.
- V přírodním či alespoň polopřírodním stavu obsahují cenné biotopy: lužní lesy, květnaté louky, mokřady, přirozená koryta.

## Ohrožení a důsledky
Údolní nivy jsou ohroženy zástavbou (obydlí, komunikační tahy), rozsáhlou přeměnou na ornou půdu a masivní stavbou hrází. V souvislosti s tím stoupají při povodních majetkové škody. Při regulacích (rovnání koryta) se zvyšuje rychlost řeky, a tak jsou povodně ničivější.